# 家有日本妻
《家有日本妻》（英語：Japanese Wife），2003年民間全民電視公司連續劇，內容講述台灣、日本跨國婚姻故事，且在這對夫妻和家人及鄰居朋友之間所發生的許多詼諧逗趣的故事。景得傳播製作，製作人曹景德，於2003年4月18日舉行試片會，2003年4月21日起於民視首播。

## 播出時間

### 首播
| 頻道 | 所在地 | 播放日期      | 播出時間 | 備註 |
| ---- | ------ | ------------- | -------- | ---- |
| 民視 | 臺灣   | 2003年4月21日 | 晚間9:30 |      |

## 故事大綱
故事就從一對中日姻緣開始，家安相親上百次卻總是覓不得良緣，年過三十五歲還是單身漢一個，但在一次陰錯陽差的烏龍相遇中認識櫻花，決定結婚，卻遭到雙方父母反對。小倆口排除萬難結婚，相處一個屋簷下，卻發現彼此的文化和語言差異有很大的問題。
櫻花嫁入台灣傳統家庭，兩人除了要彼此了解外，還要應付有寡母情結的林母，面對婆婆有意無意又充滿矛盾的挑釁，她將運用傳統日本女性的溫柔婉約，以及現代女性的高度智慧，將一切衝突巧妙的化解，最後成為身旁每個人生活中的小天使，替每個人帶來歡樂與溫暖。同時還有一大群人圍繞在身邊窮攪和，一段異國姻緣充滿了笑料與辛酸。

## 演員陣容

### 主要角色
| 演員   | 角色     | 介紹 |
| 張晨光 | 林家安   | 36歲，東方工商國文老師，兼任教務主任。                                                                                   |
| 楊思敏 | 神野櫻花 | 28歲，日本人，家安的妻子。                                                                                               |
| 趙擎   | 林家泰   | 26歲，家安之弟弟，業務員，後與曉梅經營曉梅公司。                                                                         |
| 劉秀雯 | 林陳桂英 | 58歲，家安、家泰之母，退休家政老師。                                                                                     |
| 高欣欣 | 雪珍     | 38歲，林家鄰居兼鐘點傭人。念念的母親。                                                                                   |
| 高欣欣 | 木村母   | 木村鬥哉的母親。 |
| 呂旻蓁 | 神野瞳   | 22歲，日本人，櫻花之妹，在日本唸中文學校，大學畢業。                                                                     |
| 德馨   | 何愛芬   | 30歲，家安鄰居兼同事，東方工商美容科老師。                                                                               |
| 高明偉 | 陳大器   | 40歲，家安同事，東方工商前教務主任，因違反教育部規定，於補習班從事教學收費，被學校解除教務主任職務，改聘為一般專任老師。 |

### 其他角色
- 王淑娥 飾 鄰　居
- 童毅軍 飾 算命仙
- 吳震亞 飾
- 趙　彤 飾 Tina
- 高　群 飾 長腳仔
- 鄭台恆 飾 鄭經理
- 衛國泰 飾 周任發
- 李芳雯 飾 胡麗金
- 夏安琪 飾 丸　子
- 宋智愛 飾 曾美麗
- 李昱宏 飾 阿　龍
- 文　汶 飾 念　念
- 黃建群 飾 曾武雄
- 張富貴 飾 警　察
- 邢佩玲 飾 胡純悠
- 楊寶瑋 飾 賈柔絲
- 檢　場 飾 蘇仰文
- 黃　玲 飾 鄭阿雀
- 杜詩梅 飾 田蜜蜜
- 謝連壽 飾 主　任
- 趙永馨 飾 周子若
- 曾安琪 飾 艾麗思
- 黃慧中 飾 阿　蕊
- 戈偉如 飾 Yuki
- 劉香慈 飾 小　琪
- 伊　正 飾 陳耀祖
- 吳東岡 飾 客　人
- 田　麗 飾 梅千惠
- 韓　瑜 飾 夏曉梅
- 李國超 飾 石橋俊男
- 溫翠蘋 飾 赤木晴子
- 尤國棟 飾 神野正雄
- 大塚友美 飾 倉持香織
- 內田忠克 飾 柳澤隆史
- 貴島攻一朗 飾 遠藤一郎

## 主題曲

### 片頭曲
| 歌曲名稱     | 作詞   | 作曲   | 演唱         |
| 傻瓜與野ㄚ頭 | 厲曼婷 | 張宇   | 張宇 、 小S  |
| 我愛你       | 武雄   | 包小松 | 江蕙、黃維德 |

### 片尾曲
| 歌曲名稱       | 作詞   | 作曲   | 演唱         |
| 愛情三溫暖     | 洪艾倫 | 洪艾倫 | 謝金燕       |
| 梅蘭梅蘭我愛你 | 劉家昌 | 劉家昌 | 姜育恆       |
| 愛情交流道     | 武雄   | 尤景仰 | 詹雅雯、詹雅 |
| 平凡英雄       | 陳百潭 | 陳百潭 | 陳雷         |

## 外部連結
- 民視《家有日本妻》官方網站（页面存档备份，存于）
- 八大電視《家有日本妻》官方網站
- YouTube上的家有日本妻播放列表
- 在四季線上4gTV觀看《家有日本妻》 （页面存档备份，存于）
- 在LiTV 線上影視觀看《家有日本妻》 （页面存档备份，存于）

## 電視節目的變遷
| 中華民國 民視無線台 九點半檔                    | 中華民國 民視無線台 九點半檔                   | 中華民國 民視無線台 九點半檔 |
| ----------------------------------------------- | ---------------------------------------------- | ---------------------------- |
|                                                 | 家有日本妻 （2003年4月21日－2004年1月23日）    |                              |
| 我的姊姊是媽媽 （2003年1月10日－2003年4月18日） | 女人40一枝花 （2004年4月21日－2004年10月27日） |                              |